# Festival olympique de la jeunesse européenne 2025
Navigation
Maribor 2023 Lignano Sabbiadoro 2027
Le Festival olympique de la jeunesse européenne 2025 se déroule du 20 au 26 juillet 2025 à Skopje, en Macédoine du Nord. Les épreuves sont réservées aux sportifs âgés de 14 à 18 ans.
Le festival avait été initialement attribué à Brno en Tchéquie mais il est par la suite réattribué à la Macédoine du Nord.

## Sports
| - Athlétisme - Badminton - Basket-ball - Basket-ball à trois - Basket-ball à cinq - Canoë slalom | - Cyclisme - Cyclisme sur route - VTT - Gymnastique artistique - Handball - Judo | - Natation - Tennis de table - Tir sportif - Taekwondo - Volley-ball |

## Nations participantes
Les 48 nations sont attendus pour la compétition. La Russie et la Biélorussie font toujours l'objet de sanction à la suite de l'Invasion de l'Ukraine par la Russie.

## Liste des médaillés
| Epreuves   | Or                    | Argent           | Bronze               |
| Hommes     | Hommes                | Hommes           | Hommes               |
| ---------- | --------------------- | ---------------- | -------------------- |
|            |                       |                  |                      |
| Femme      |                       |                  |                      |
| 100m       | Kelly Doualla Edimo   | Xenia Buri       | Carolina Ventura     |
| 200 m      | Margherita Castellani | Béatrice Tassin  | Jamilia Bernhardsson |
| 400 m      | Živa Remic            | Laura Frattaroli | Erin Firel           |
| 800 m      | Fiona von Flüe        | Cäcilia Weimann  | Caterina Caligiani   |
| 1500 m     | Mariana Moreira       | Laia Cariñanos   | Oksana Pestka        |
| 3000 m     | Venus Abraham Teffera | Amanda Roman     | Veronika Břizová     |
| 100m haies | Alessia Succo         | Sereina Liem     |                      |

### Gymnastique
| Epreuves                    | Or                                                             | Argent                                                          | Bronze                                                   |
| Hommes                      | Hommes                                                         | Hommes                                                          | Hommes                                                   |
| --------------------------- | -------------------------------------------------------------- | --------------------------------------------------------------- | -------------------------------------------------------- |
| Concours général par équipe | Royaume-Uni - Evan McPhilips - Uzair Chowdhury - Zakaine Fawzi | Italie - Ivan Rigon - Riccardo Ruggeri - Pietro Mazzola         | Allemagne - Zeno Csuka - Nikita Prohorov - Philipp Steeb |
| Concours général individuel | Evan McPhillips                                                | Ivan Rigon                                                      | Uzair Chowdhury                                          |
| Sol                         | Evan McPhillips                                                | Riccardo Ruggeri                                                | Chester Enríquez                                         |
| Cheval d'arçon              | Nikita Prohorov                                                |                                                                 | Tomasz Le Khac                                           |
| Cheval d'arçon              | Ben Schumacher                                                 |                                                                 | Tomasz Le Khac                                           |
| Anneaux                     | Uzair Chowdhury                                                | Tymofii Kyrychenko                                              | Bence Hamza Vargity                                      |
| Saut                        | Chester Enríquez                                               | Samuel Wachter                                                  | Valentyn Havrylchenko                                    |
| Barres parallèles           | Uzair Chowdhury                                                | Ben Schumacher                                                  | Ivan Rigon                                               |
| Barre Fixe                  | Pietro Mazzola                                                 | Ivan Rigon                                                      | Jeremy Balazs                                            |
| Femme                       |                                                                |                                                                 |                                                          |
| Concours général par équipe | France - Elena Colas - Lola Chassat - Maïana Prat              | Slovaquie - Lucia Piliarova - Lilly Murinova - Nela Ostrihonova | Italie - Sofia Bianchi - Mia Proietti - Giulia Santinato |
| Concours général individuel | Elena Colas                                                    | Lucia Piliarova                                                 | Alexia Blanaru                                           |
| Saut                        | Mia Proietti                                                   | Alexia Blanaru                                                  | Madita Mayr                                              |
| Barres asymétriques         | Elena Colas                                                    | Helena Finc                                                     | Lola Chassat                                             |
| Poutre                      | Elena Colas                                                    | Lola Chassat                                                    | Nela Ostrihonova                                         |
| Sol                         | Maïana Prat                                                    | Elena Colas                                                     | Yasam Sugra Akan                                         |
| Mixte                       |                                                                |                                                                 |                                                          |
| Paire                       | France - Ruddly Bordelais Maisonnable - Elena Colas            | Italie - Mia Proietti - Ivan Rigon                              | Israël - Ophir Shmuely - Noam Berkovich                  |

## Tableau des médailles
| Rang  | Nation             | Or  | Argent | Bronze | Total |
| ----- | ------------------ | --- | ------ | ------ | ----- |
| 1     | Italie             | 19  | 19     | 12     | 50    |
| 2     | France             | 15  | 18     | 5      | 38    |
| 3     | Espagne            | 10  | 11     | 12     | 36    |
| 4     | Turquie            | 10  | 7      | 9      | 26    |
| 5     | Grande-Bretagne    | 10  | 7      | 5      | 22    |
| 6     | Pologne            | 10  | 6      | 11     | 27    |
| 7     | Hongrie            | 10  | 5      | 11     | 26    |
| 8     | Allemagne          | 7   | 4      | 12     | 23    |
| 9     | Serbie             | 6   | 2      | 5      | 13    |
| 10    | Suisse             | 5   | 10     | 6      | 21    |
| 11    | Ukraine            | 5   | 8      | 10     | 23    |
| 12    | Athlètes neutres   | 5   | 4      | 4      | 13    |
| 13    | Belgique           | 4   | 3      | 3      | 10    |
| 14    | Grèce              | 3   | 4      | 6      | 13    |
| 15    | Azerbaïdjan        | 3   | 3      | 4      | 10    |
| 16    | Tchéquie           | 3   | 3      | 8      | 14    |
| 17    | Moldavie           | 3   | –      | 3      | 6     |
| 17    | Lituanie           | 3   | –      | 3      | 6     |
| 19    | Suède              | 2   | 5      | 3      | 10    |
| 20    | Autriche           | 2   | 2      | 4      | 8     |
| 21    | Norvège            | 2   | –      | –      | 1     |
| 22    | Slovaquie          | 1   | 5      | 2      | 8     |
| 23    | Slovénie           | 1   | 3      | 3      | 7     |
| 24    | Roumanie           | 1   | 2      | 8      | 11    |
| 25    | Croatie            | 1   | 3      | 6      | 10    |
| 26    | Bosnie-Herzégovine | 1   | 2      | 1      | 4     |
| 26    | Pays-Bas           | 1   | 2      | 1      | 3     |
| 28    | Finlande           | 1   | 2      | –      | 3     |
| 29    | Portugal           | 1   | 1      | 3      | 5     |
| 30    | Bulgarie           | 1   | 1      | 1      | 3     |
| 30    | Lettonie           | 1   | 1      | 1      | 3     |
| 32    | Irlande            | 1   | –      | 5      | 6     |
| 33    | Islande            | 1   | –      | 1      | 2     |
| 33    | Chypre             | 1   | –      | 1      | 2     |
| 35    | Estonie            | 1   | –      | –      | 1     |
| 36    | Géorgie            | –   | 3      | 4      | 7     |
| 37    | Israël             | –   | 2      | 3      | 5     |
| 38    | Danemark           | –   | 1      | 5      | 6     |
| 39    | Arménie            | –   | –      | 1      |       |
| 39    | Kosovo             | –   | –      | 1      | 1     |
| Total | Total              | 152 | 151    | 185    | 488   |